# Alphonse Guilloux
Pour les articles homonymes, voir Guilloux.
Alphonse Guilloux né le 2 juin 1852 à Rouen et mort  le 19 novembre 1939 à Bois-Guillaume est un sculpteur français.

## Biographie
Élève à l'école des beaux-arts de Rouen puis à l'École des beaux-arts de Paris, Alphonse Guilloux est lauréat du concours des Beaux-Arts de Paris en 1880. Il étudie dans l’atelier d’Auguste Dumont puis d’Alexandre Falguière. Il obtient le prix Bouctot de l'Académie des sciences, belles-lettres et arts de Rouen en 1882.
À partir de 1883, il dirige les cours de modelage et de composition artistique à l'école des beaux-arts de Rouen jusqu'en 1935.
Il obtient une médaille d'or à l'Exposition universelle de 1889 à Paris pour le marbre d'Orphée expirant.
Il est nommé chevalier de la Légion d'honneur sur proposition du ministre de l'Instruction publique le 12 octobre 1921.
Son frère Albert Guilloux est également sculpteur. Il est le beau-frère du peintre Albert Lebourg.

## Distinctions
- Chevalier de la Légion d'honneur (12 octobre 1921). Il est fait chevalier par Henri Doliveux le 15 décembre 1921.
- Officier de l'ordre de Léopold II (1923)[3]

## Œuvres
- Enfants de la fontaine-réservoir Sainte-Marie à Rouen, 1879.
- Orphée expirant, 1882, statue en plâtre, prix Bouctot, localisation inconnue.
- Monument à Louis Desseaux, buste en bronze, cimetière monumental de Rouen, 1882[4]. Disparu.
- Jules Adeline, 1886, buste, localisation inconnue[réf. nécessaire].
- Louis Brune, 1887, buste, localisation inconnue[réf. nécessaire].
- Général Pierre-Philippe-Léonce de Beaufort, entre 1888 et 1899, buste en bronze, La Châtre, musée George Sand et de la Vallée Noire[5].
- Statuettes décoratives sur la façade de la maison Marrou, Rouen, 1890[6].
- Buste de Jacques Daviel, 1891, cour de l'Hôtel-Dieu de Marseille[7].
- Buste d'Albert Glatigny, 1891, bronze, Lillebonne, hôtel de ville.
- Portrait de M. de Coëne, ingénieur, 1891, buste en marbre, localisation inconnue[8].
- Monument à Jacques Daviel, 1891, statue en bronze, Bernay, envoyée à la fonte en 1942 sous le régime de Vichy dans le cadre de la mobilisation des métaux non ferreux.
- Orphée expirant, entre 1881 et 1888, statue en marbre, Sidi-bel-Abbès, localisation actuelle inconnue[9].
- Monument à Augustin Pouyer-Quertier, 1894, Rouen, envoyée à la fonte en 1941 sous le régime de Vichy[10],[11],[12].
- Monument à Joseph-Hippolyte Join-Lambert, bronze, Rouen, Institution Jean-Paul II.
- Monument à Charles Besselièvre, 1900, groupe en pierre, Maromme, place Jean-Jaurès à[13]. Démontée en 1978, un vestige du buste de l'industriel orne le jardin de la maison Pélissier à Maromme.
- Haut-relief, 1901, Rouen, façade de la bourse du Travail, œuvre disparue.
- Ève retrouvant le corps d'Abel, 1903, groupe en marbre, Piana, mairie[14].
- Monument aux frères Bérat, 1905, Rouen, square Verdrel[15].
- Monument à Eugène Noël, 1905, pierre, jardin des plantes de Rouen.
- Haut-relief de l'Alhambra, 1906, Rouen, rue de la République, œuvre disparue[16].
- Portrait de Pierre Corneille, 1906, médaillon en plâtre, Petit-Couronne, musée Pierre-Corneille[17].
- Buste de Désiré Martin, 1907, localisation inconnue[18].
- Portrait d'Adolphe Caron, 1908, bronze, Le Havre[19].
- Monument à l'Armée française, 1909, fonte, Vernon[20].
- Portrait de Pierre Corneille, 1910, médaillon en marbre, Petit-Couronne, musée Pierre-Corneille[21].
- Monument aux morts de Petit-Couronne, 1919.
- Monument aux morts de l'École normale primaire de Rouen, 1920.
- Buste de Georges Dubosc, 1928, bronze, Rouen, envoyé à la fonte en 1941 sous le régime de Vichy.
- Décor de la façade du grand hôtel de la Poste, Rouen, rue Jeanne-d'Arc.
- Monument à Gustave Quilbeuf, 1913, buste en bronze, Le Houlme, envoyé à la fonte en 1941 sous le régime de Vichy.

Œuvres d'Alphonse Guilloux
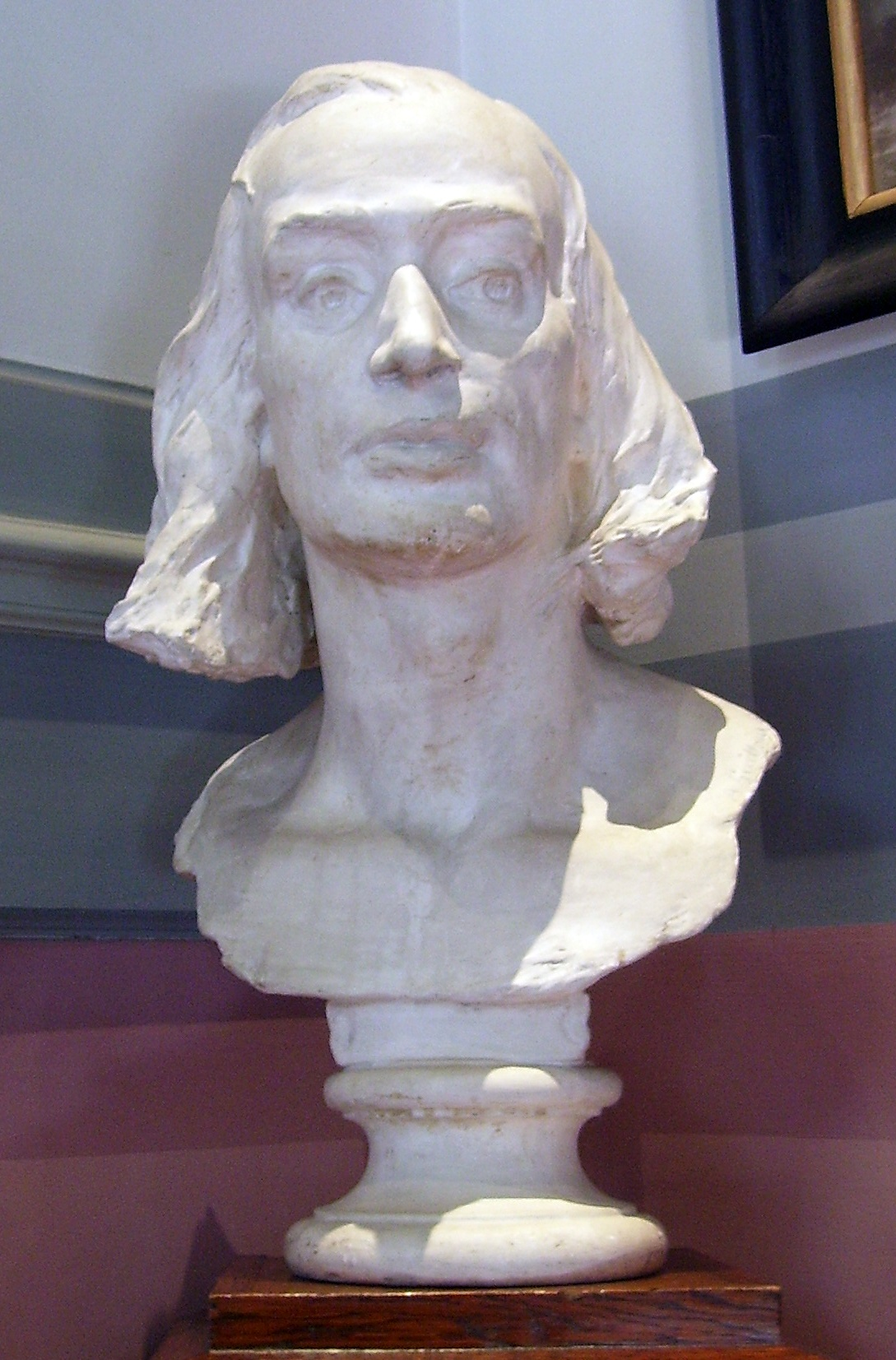
Buste d'Albert Glatigny (1889), plâtre, musée des Beaux-Arts de Bernay.
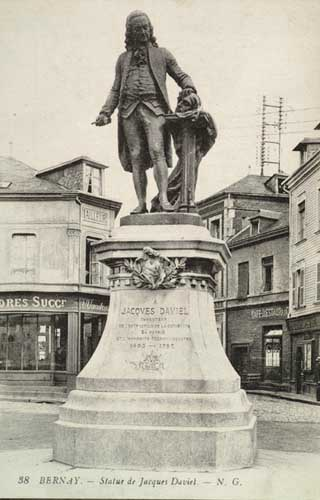
Monument à Jacques Daviel (1891), Bernay.
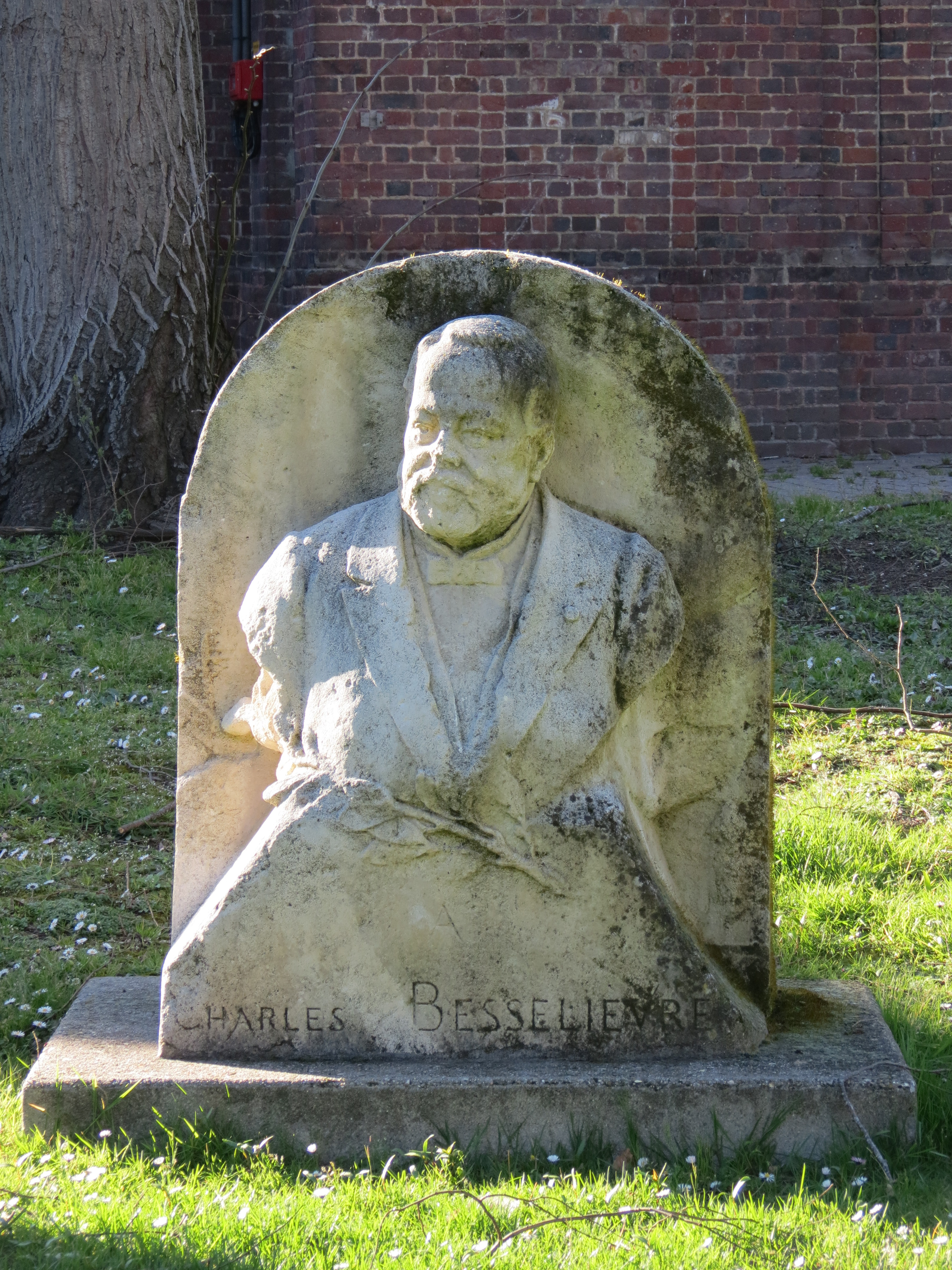
Vestige du Monument à Charles Besselièvre (1900), Maromme, jardin de la maison Pélissier.
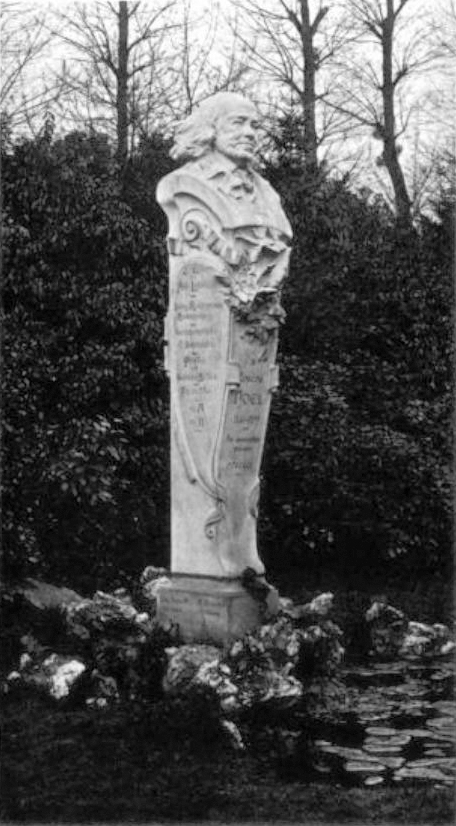
Monument à Eugène Noël (1905), jardin des plantes de Rouen.
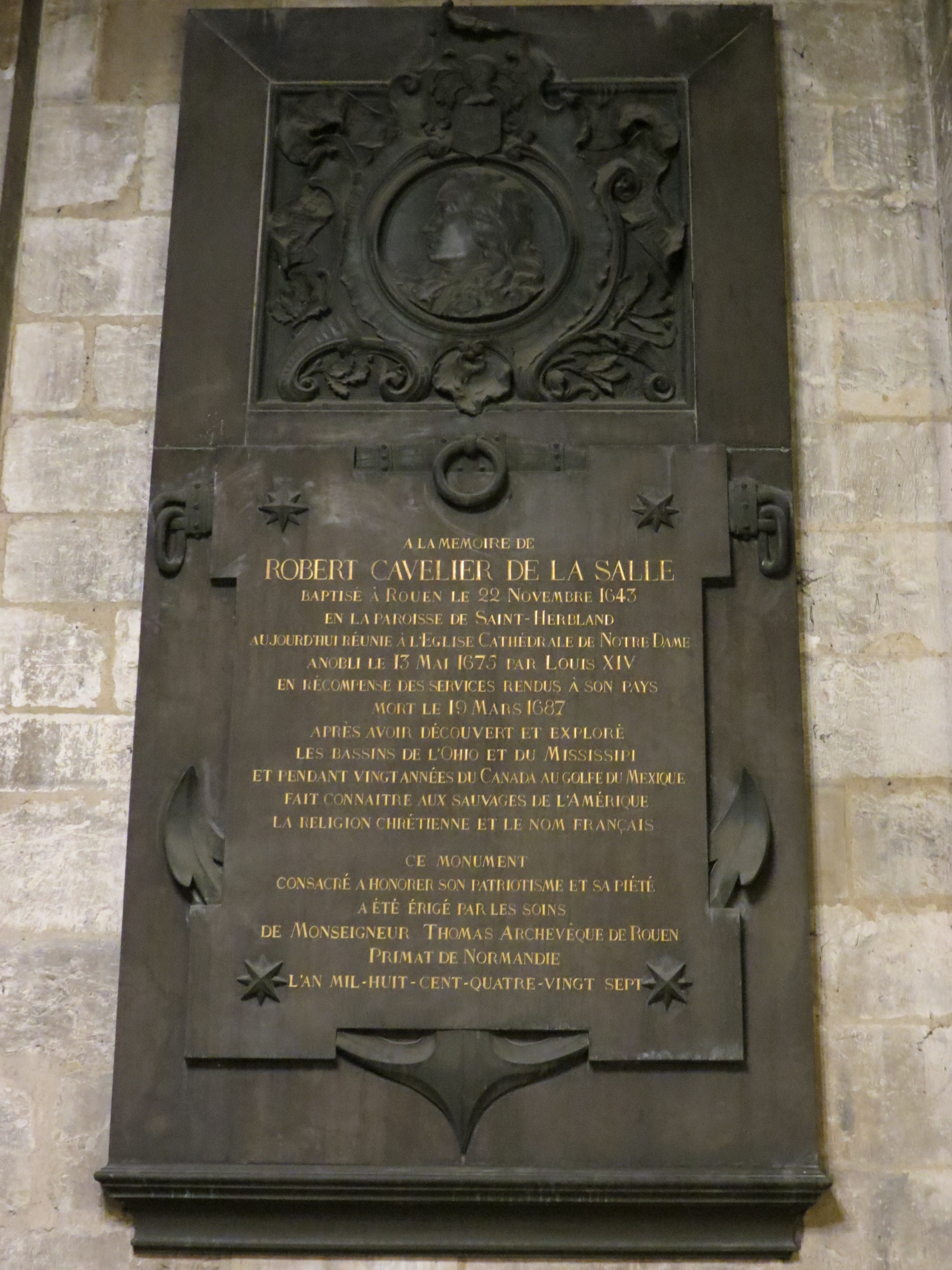
Plaque commémorative de Cavelier de La Salle, cathédrale Notre-Dame de Rouen.
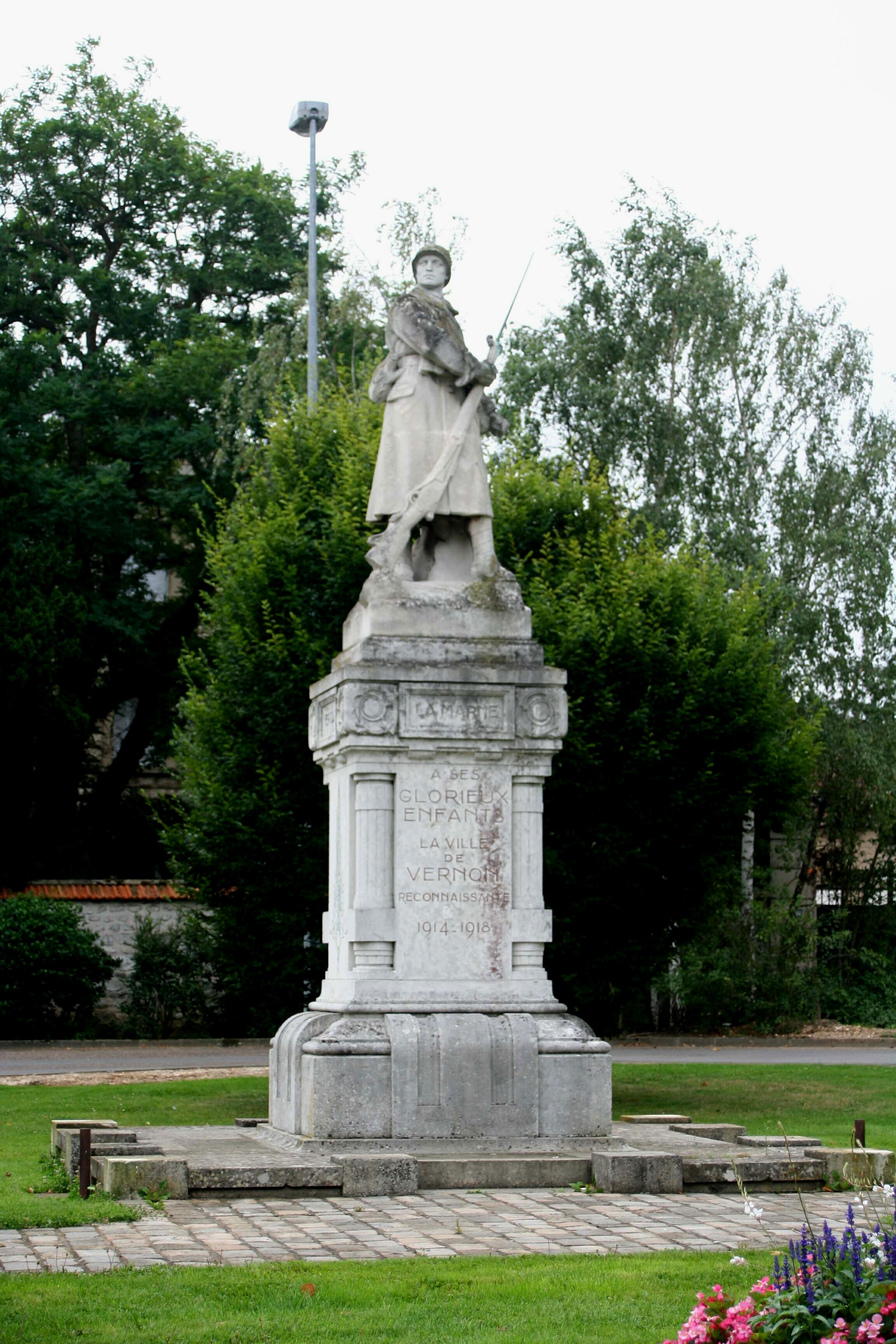
Monument aux morts de Vernon.